# Bangor (Michigan)
Bangor is een plaats (city) in de Amerikaanse staat Michigan, en valt bestuurlijk gezien onder Van Buren County.

## Demografie
Bij de volkstelling in 2000 werd het aantal inwoners vastgesteld op 1933.
In 2006 is het aantal inwoners door het United States Census Bureau geschat op 1889, een daling van 44 (-2,3%).

## Geografie
Volgens het United States Census Bureau beslaat de plaats een oppervlakte van
5,0 km², geheel bestaande uit land. Bangor ligt op ongeveer 201 m boven zeeniveau.

## Plaatsen in de nabije omgeving
De onderstaande figuur toont nabijgelegen plaatsen in een straal van 16 km rond Bangor.